# Ateuchus guatemalensis
Ateuchus guatemalensis là một loài bọ cánh cứng trong họ Bọ hung (Scarabaeidae).